# Umm er-Rasas

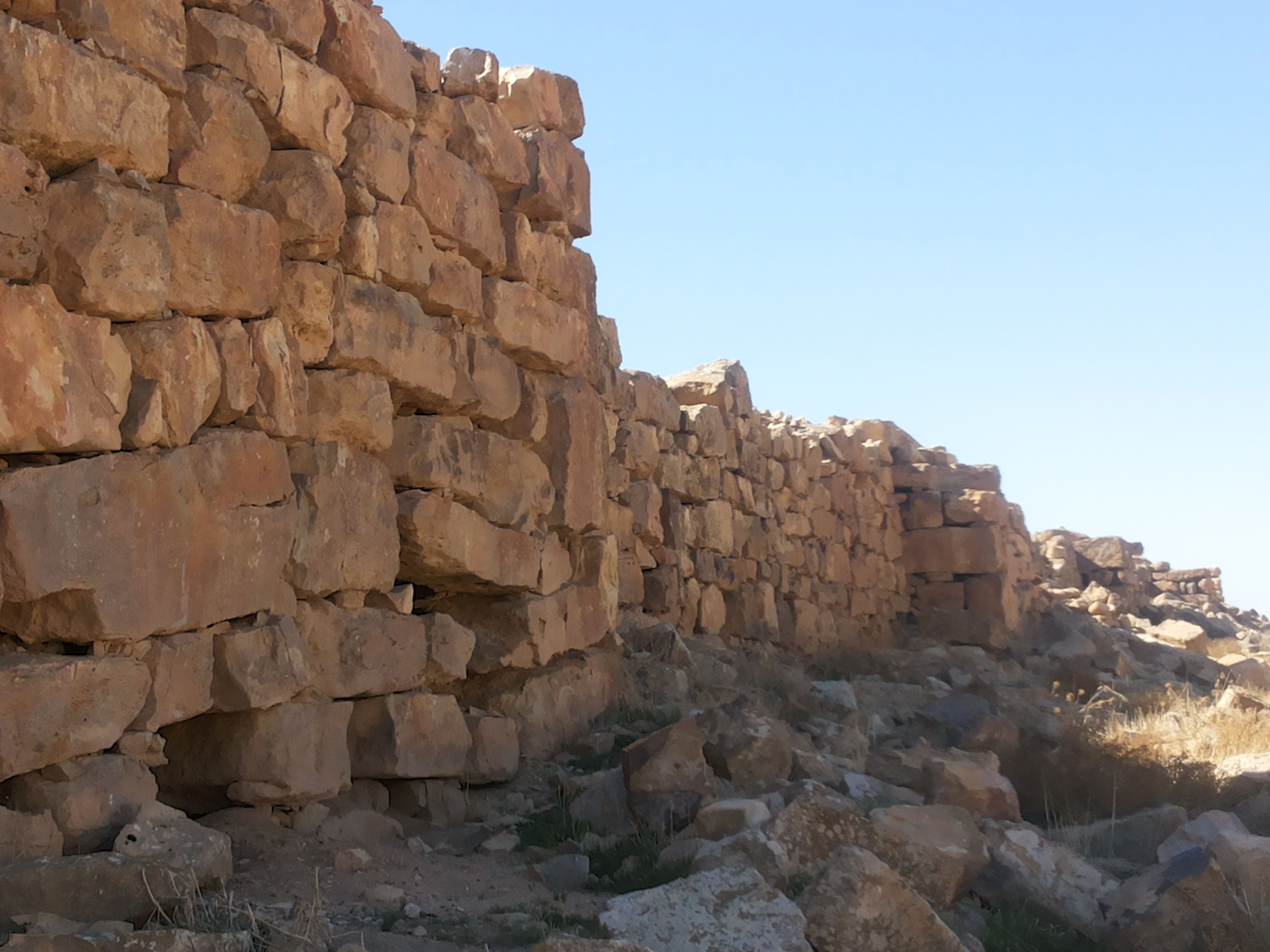
Reste des ursprünglichen Kastron Mefaa: Die Mauern des römischen Kastells

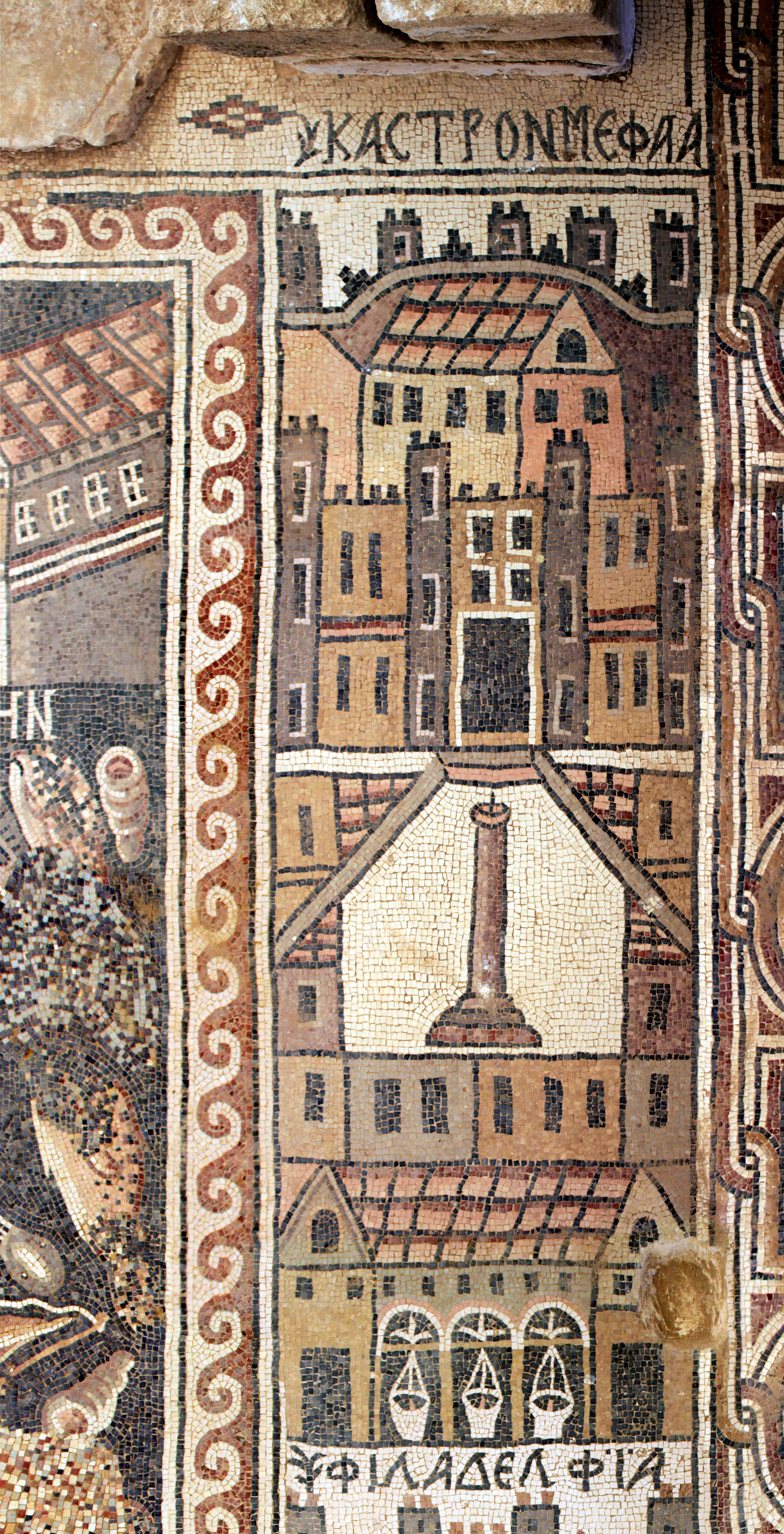
Stadtvignette von Kastron Mefaa, Detail des Bodenmosaiks in der Stephanuskirche

Umm er-Rasas (arabisch أم الرصاص, DMG Umm ar-Raṣāṣ), während ihrer Blütezeit Kastron Mefa’a, Mefa, Mefaa, Mefaath oder Mephaon genannt, ist eine archäologische Ausgrabungsstätte in Jordanien mit römischen und byzantinisch-christlichen Ruinen vom Ende des 3. bis zum 9. Jahrhundert. Die erst in kleinen Teilen ergrabene Siedlung liegt nahe dem modernen Ort Umm ar-Rasas, der sich im gleichnamigen Kreis befindet und rund 80 Kilometer südlich von Amman und 30 Kilometer südöstlich von Madaba entfernt ist. Vermutlich repräsentiert die Fundstätte auch das im Alten Testament bei Josua 13, 18 und 21, 37 sowie bei Jeremia 48, 21 erwähnte Mefaat (auch Mephaat, Mefa'at, Mepha'at). Seit 2004 gehört Umm er-Rasas zum Weltkulturerbe der UNESCO.

## Geschichte und Sehenswürdigkeiten
Funde, die im Bereich der 718 erbauten byzantinischen Kirche St. Stephan bei den Ausgrabungen geborgen wurden, deuten auf eine erste Besiedlung während der Eisenzeit hin. Dazu zählt die Basis einer Basaltsäule, ein Skarabäus sowie keramisches Material der Eisenzeit IIc (700–586 v. Chr.). Daneben fanden sich auch thamudische, nabatäische sowie lateinische Inschriften, die als Spolien im Kirchenkomplex von St. Stephan verbaut waren.
Die während der byzantinischen Herrschaft entstandene Siedlung Kastron Mefaa, die sich über drei Hektar erstreckt, befindet sich auf einem Hochplateau und ist in einem Umkreis von mindestens 20 Kilometern deutlich sichtbar. Bisher konnte nur ein kleiner Teil ihrer Ruinen ergraben werden. Dazu gehört ein Teilbereich der um 300 n. Chr. gegründeten spätrömischen Kavalleriegarnison der Grenzschutztruppen, das eigentliche Kastron Mefaa, mit einer Fläche von 158 × 139 Metern.
Während des 6. Jahrhunderts wurde das inzwischen vom Militär aufgegebene Kastell tiefgreifend von der Zivilbevölkerung umgestaltet. Diese Änderungen betrafen sowohl die Umwehrung als auch im Besonderen den Innenausbau der Fortifikation. So wurde der bis dahin einzige Zugang zum Kastell, das Nordtor, vermauert und zu einem kleinen Schwitzbad (Laconium) umgestaltet. Stattdessen wurden zwei weitere Tore an der Nord- und Südfront der ehemaligen Fortifikation errichtet. Offenbar entstand die nun angelegte Bebauung im Inneren des Mauerrings ohne feste Regeln für die räumliche Verteilung. Sowohl die Wohnhäuser als auch die nun angelegten Kirchen waren lediglich durch enge Gassen und unregelmäßige Durchgänge voneinander getrennt. Gleichzeitig entwickelte sich nördlich vor den alten Garnisonsmauern – begrenzt durch einen öffentlichen Platz – ein zweites, etwa gleich großes Stadtviertel. In der Mitte des Platzes stand eine Säule, auf der sich ein Kreuz befand. So überliefert das ein Mosaik des 6. Jahrhunderts aus der sogenannten Löwenkirche, eines der zwölf ergrabenen Gotteshäuser von Mefaa. Die weitere Morphologie in der Umayyadenzeit zu diesem Platz und der Säule zeigt der jüngere Mosaikfußboden aus der dem heiligen Stefanus geweihten Kirche. Hier ist die Säule ohne Kreuz dargestellt, da dieses mit dem Einzug des Islam offenbar abgenommen werden musste. Die Stephanskirche war ein wichtiges religiöses Zentrum der Stadt. Die wertvollen Mosaiken im ehemaligen Gotteshaus zeigen Stadtansichten aus Jordanien, Palästina und Ägypten.
Bereits im 6. Jahrhundert fand aufgrund einer Einwanderungswelle aus dem Jemen eine frühe „Arabisierung“ vieler Regionen in den syrischen und palästinischen Provinzen, einschließlich der Arabia und Transjordanien, statt. Die so ins Land gekommenen arabischen Stämme hatten ihre ursprüngliche Heimat im Jemen. Zumeist waren sie Christen und häufig mit dem Byzantinischen Reich verbündet.
Am Ende des 8. Jahrhunderts existierte in Kastron Mefaa ein blühendes städtisches Sozialleben. Diese christliche Gemeinschaft war religiös und administrativ organisiert und zeigte eine außergewöhnliche künstlerische Vitalität. Die große Zahl von Gotteshäusern macht deutlich, dass der Ort während der byzantinischen Ära ein kirchlicher Brennpunkt für die Region gewesen ist. Eine nur teilweise ergrabene große Weinkellerei mit einem Kelterbereich aus mehreren Becken, die einen Boden aus weißen Mosaiksteinen besaßen, legt ein Schlaglicht auf die weltlichen Genüsse der Stadt. Ein essentieller Beitrag zur Lebenserhaltung in dem unwirtlichen Wüstenrandgebiet fiel auf die örtliche Landwirtschaft. Die Bauern von Kastron Mefaa terrassierten die angrenzenden Wadis im Norden, Nordosten und Nordwesten des alten Kastells. Weitere entsprechend gestaltete Felder wurden auch im Süden und Südwesten beobachtet. Auf den so entstandenen Terrassen konnte mithilfe von niedrigen Staumauern in den Trockentälern das Wasser zur Pflege der Kulturpflanzen gewonnen werden. Die Terrassenausfachungen bestehen größtenteils aus kolluvialen Böden, die kiesige Schotter mit feinsandigem Schluff verbinden. Die Abdeckung dieser Böden ist meist rund 0,30 Meter stark und besteht ebenfalls aus feinem Sandschluff.
Zu Beginn des 9. Jahrhunderts erfolgte der Niedergang des christlichen Lebens und damit der Stadt. Die Befunde bezeugen somit auch die Aufgabe der kirchlichen Bauten. Die durch den Islam eingeleitete kulturelle und geistige Transformation lässt sich sehr deutlich im archäologischen Kontext nachweisen, da jetzt äußerst einheitliche Keramiktypologien aus der späten Umayyaden- und frühen Abbasidenzeit ab 750 n. Chr. existieren. Speziell während der Abbasidenherrschaft wurden die Regeln für Christen in der islamischen Welt wesentlich strenger. Es griff nun das Bilderverbot im Islam. In den Kirchen von Kastron Mefa'a mussten alle menschlichen Darstellungen getilgt werden. Auch aus den Mosaiken wurden sie entfernt. Der Bildersturm machte auch vor Tierdarstellungen nicht halt, so wurden viele Fische, zumeist aber deren Köpfe entfernt und bei etlichen Tintenfischen die Augen getilgt. Aus unbekannten Gründen blieb in der Stephanskirche nur eine einzige menschliche Darstellung in den Mosaikfußböden erhalten.
Rund 1300 Meter nördlich vom Kastell entfernt lag ein Klosterkomplex mit einem 15 Meter hohen Stylitturm in seiner Nähe, der bis heute bei einer kleinen Kirchenruine und einer Zisterne steht. Dies berichten noch arabischen Quellen des 9. und 12. Jahrhunderts.